# Dasysyrphus serarioides
Dasysyrphus serarioides är en tvåvingeart som först beskrevs av de Meijere 1924.  Dasysyrphus serarioides ingår i släktet skogsblomflugor, och familjen blomflugor. Inga underarter finns listade i Catalogue of Life.